# Jana Wadimowna Chochlowa
Jana Wadimowna Chochlowa (russisch Яна Вадимовна Хохлова; * 7. Oktober 1985 in Moskau) ist eine russische Eiskunstläuferin, die im Eistanz startet.
Chochlowa begann im Jahr 1990 mit dem Eislaufen. Zunächst lief sie im Moskauer Kindereisballett. Mit 13 Jahren wechselte sie zum Paarlaufen und schließlich zum Eistanz. Ihr erster Partner war Andrei Maksimischin, von 2001 bis 2010 startete sie mit Sergei Nowizki. Das Eistanzpaar trainierte zunächst bei Larissa Filina und ab 2003 beim Trainerehepaar Alexander Swinin und Irina Schuk.

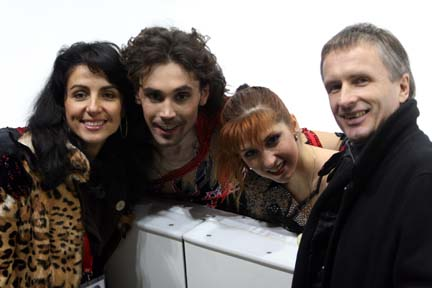
Nowizki und Chochlowa mit ihren Trainern Alexander Swinin und Irina Schuk

Im Jahr 2006 debütierten Chochlowa und Nowizki bei Olympischen Spielen, Welt- und Europameisterschaften. 2008 wurden sie erstmals russische Meister und gewannen mit jeweils Bronze ihre ersten Medaillen bei Welt- und Europameisterschaften. 2009 verteidigten sie ihren nationalen Meistertitel und wurden in Helsinki Europameister. Bei der Weltmeisterschaft reichte es lediglich zum sechsten Platz. Im Jahr darauf gewannen Chochlowa und Nowizki mit Bronze bei der Europameisterschaft ihre letzte Medaille. Die Olympischen Spiele in Vancouver beendeten sie auf dem neunten Platz. Bei der Weltmeisterschaft mussten sie aufgrund einer Verletzung Nowizkis aufgeben. Es war ihr letzter Wettbewerb. Nowizki hatte sich 2006 bei einem Autounfall verletzt und nie richtig davon erholt. Als es ihm nicht mehr möglich war, ausreichend intensiv zu trainieren, erklärte er im April 2010 seinen Rücktritt vom Wettkampfsport und so trennte sich das Eistanzpaar.
Im Mai 2010 fand Jana Chochlowa in Fjodor Andrejew einen neuen Eistanzpartner. Sie trainieren in Canton, Michigan, bei Igor Schpilband und Andrejews Mutter Marina Sujewa. Chochlowa und Andrejew beendeten ihre ersten gemeinsamen russischen Meisterschaften ein halbes Jahr später auf dem vierten Platz.

## Ergebnisse

### Eistanz

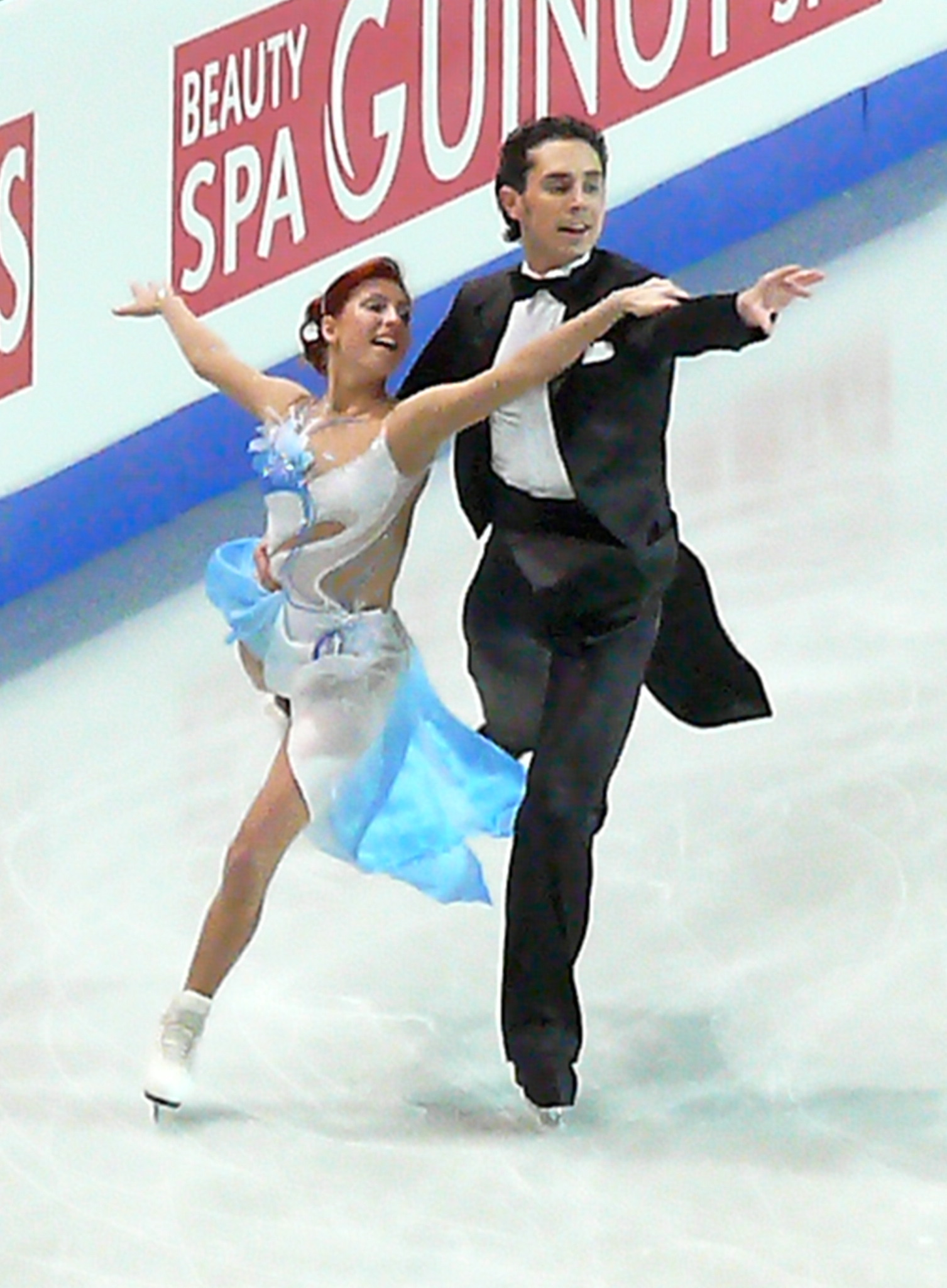
Nowitzki und Chochlowa bei der EM 2007 in Warschau

(mit Sergei Nowizki)
| Wettbewerb / Jahr              | 2002  | 2003  | 2004  | 2005  | 2006  | 2007  | 2008  | 2009  | 2010  |
| ------------------------------ | ----- | ----- | ----- | ----- | ----- | ----- | ----- | ----- | ----- |
| Olympische Winterspiele        |       |       |       |       | 12.   |       |       |       | 9.    |
| Weltmeisterschaften            |       |       |       |       | 12.   | 8.    | 3.    | 6.    | Z     |
| Europameisterschaften          |       |       |       |       | 10.   | 4.    | 3.    | 1.    | 3.    |
| Russische Meisterschaften      | 7.    | 5.    | 4.    | 3.    | 3.    | 2.    | 1.    | 1.    |       |
| –                              |       |       |       |       |       |       |       |       |       |
| Grand-Prix-Wettbewerb / Saison | 01/02 | 02/03 | 03/04 | 04/05 | 05/06 | 06/07 | 07/08 | 08/09 | 09/10 |
| Grand-Prix-Finale              |       |       |       |       |       | 5.    | 5.    | Z     |       |
| Skate America                  |       |       |       |       |       |       |       |       | 4.    |
| Skate Canada                   |       |       |       | 6.    |       |       |       |       |       |
| Cup of Russia                  |       |       |       | 7.    |       |       |       | 1.    |       |
| Trophée Eric Bompard           |       |       |       |       | 6.    |       | 2.    |       |       |
| NHK Trophy                     |       |       | 6.    |       | 4.    | 2.    | 3.    |       |       |
| Cup of China                   |       |       |       |       |       | 3.    |       | 3.    | 2.    |

- Z = Zurückgezogen